# Пирамида Сенусерта I
Пирамида Сенусерта I построена для фараона Сенусерта I во времена XII династии, недалеко от поселка Лишт, Египет. Пирамида находится в 2 км от пирамиды Аменемхета I. Древнее название памятника «Senusret Petei Tawi» означает «Сенусерт созерцает две земли», символизирующие Верхний Египет и Нижний Египет.
Пирамида правильной формы. Размер основания 105 м, высота 61,25 м, наклон граней 49°. При строительстве пирамиды использовался неизвестный ранее метод — основание пирамиды составлял каркас из четырёх необработанных каменных блоков, уложенных один на другой. Размер плит уменьшался по мере приближения к вершине. Данная конструкция делила монумент на 32 помещения, из которых почти все были заполнены строительным мусором и песком. Поверх этого была помещена облицовка из белых известняковых плит. В течение тысячелетий плиты сползли и песок из пустот частично высыпался. Необычным также остается то, что при строительстве указывается использование пандуса.

## Сооружение

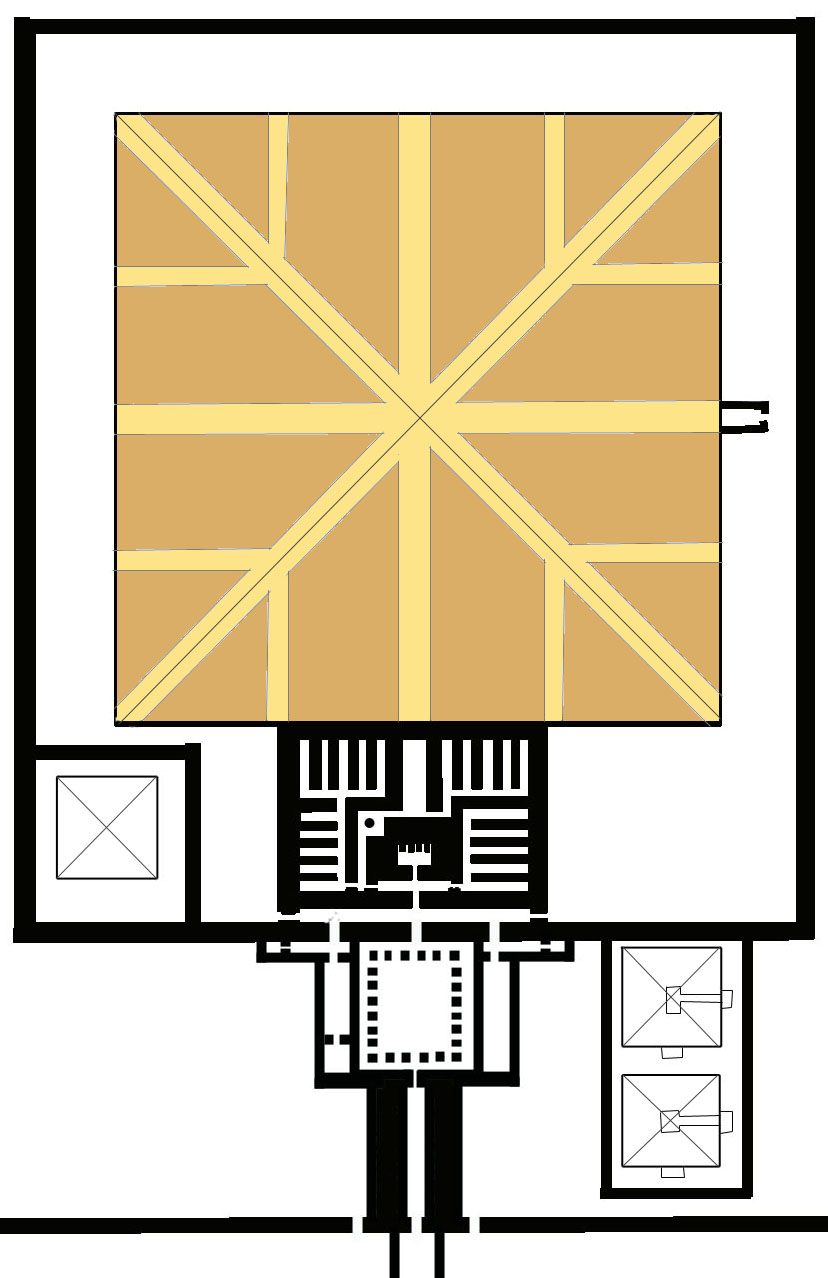
Устройство каркаса пирамиды.

Вход в пирамиду расположен традиционно на уровне земли в центре северной стороны и скрыт развалинами молельни. Рядом с входом — отверстие, которое проделали древние грабители. Внутреннее устройство пирамиды является чрезвычайно простым: от входа наклонный коридор по прямой спускается к погребальной камере, расположенной в центре пирамиды глубоко под землёй. Погребальная камера недоступна из-за того, что в неё проникли грунтовые воды, как это случилось и с пирамидой Аменемхета I, поэтому ни археологи, ни древние грабители не смогли проникнуть внутрь пирамиды.
Заупокойный храм располагался на восточной стороне, что было в традициях фараонов Древнего царства. От него начиналась мощёная дорога, которая должна была вести к Храму долины. Однако этот храм так и не был обнаружен.

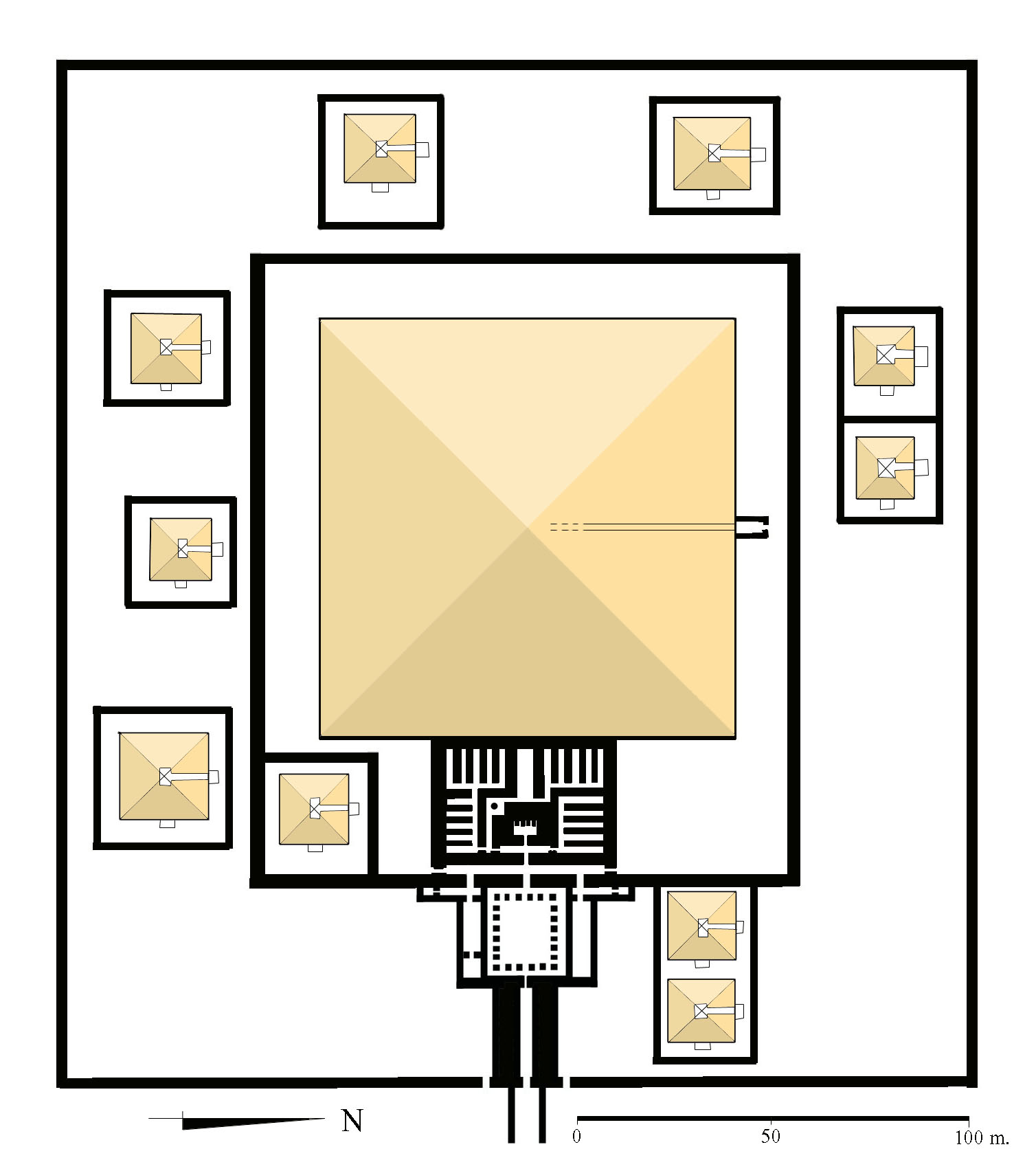
Схема пирамиды и окружающего комплекса

Комплекс был обнесён двумя стенами. Первая включала в себя, кроме самой пирамиды Сенусерта, ещё ритуальную пирамиду, расположенную традиционно в юго-восточном углу, и внутреннюю часть заупокойного храма. Внешняя стена охватывала внешнюю часть заупокойного храма и девять пирамид цариц, жён и дочерей Сенусерта. Во время раскопок были идентифицированы имена нескольких владелиц гробниц, но часть имён, записанных на саркофагах и на погребальной утвари, всё ещё нуждается в идентификации. У каждой пирамиды располагалась маленькая часовня, украшенная рельефами. Однако внутренняя структура ни одной из пирамид, кажется, не была закончена. Фактически, даже точно не доказано, во всех ли были захоронения. Пирамида главной царицы Неферу чуть больше остальных и стоит в северо-восточном углу. Несмотря на то, что там были найдены имена Сенусерта и Неферу, никаких следов захоронения также не обнаружено. Южнее пирамиды царя стоит пирамида дочери Сенусерта Итекуиет, причём она могла быть также и женой своего отца. Остальных дочерей, вероятно, звали Нефру-Собек, Нефру-Пта и Ненседжедет.

## Раскопки

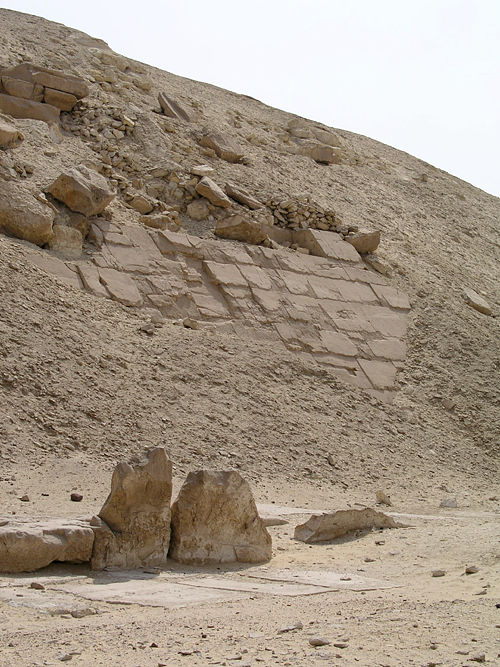
Остатки каменной облицовки пирамиды.

Пирамида разрушалась в течение долгого времени и от внешней оболочки известняка почти ничего не осталось. Никому так и не удалось попасть внутрь погребальной камеры из-за высокого уровня затопления.
Впервые пирамида исследовалась археологами Готье и Жекье между 1894 и 1895 годами. С 1906 по 1943 годы памятник изучала команда из Метрополитен-музея. С 1984 по 1987 раскопки велись под руководством Арнольда Дитера.